# Sylte
Sylte er pålæg, tilbehør eller en delret fremstillet af grisehoved eller svineskank, der findeles og blandes og koges med krydderier. Der findes også varianter med kalkun- eller kalvekød. Alt efter fremstillingsmetode fremstår sylten enten i form (ret findelt og med et større indhold af sky), eller med en grovere struktur, hvor den er presset i et klæde.
Sylte kan bruges som pålæg på rugbrød, ofte med stærk sennep og syltede rødbeder.
Sylte er en af de traditionelle retter til julefrokoster.
På tysk kan ordet "Sülze" (sylte, se Sülze på tysk Wikipedia) også være aspic, men ikke på dansk. Dansk sylte forstås normalt som værende med kød; men der findes eksempler på at lignende veganske retter uden kød på norsk er kaldt for sylte.
Verdens længste og største sylte blev fremstillet den 30. november 2014 i Ålbæk i Nordjylland af to lokale indbyggere med hjælp fra en håndfuld frivillige. Sylten var 103 m lang og vejede omkring 535 kg.